# Sergei Konstantinowitsch Botschkow
Sergei Konstantinowitsch Botschkow (russisch Сергей Константинович Бочков; * 25. Juni 1949; † 9. August 2004) war ein sowjetischer Skispringer.

## Werdegang
Seinen ersten internationalen Auftritt feierte Botschkow bei der Vierschanzentournee 1972/73. Nach einem 17. Platz in Oberstdorf und einem achten Platz in Garmisch-Partenkirchen gewann er überraschend das Springen auf der Bergiselschanze in Innsbruck. Nachdem er auch auf der Paul-Außerleitner-Schanze in Bischofshofen Rang zwei erreicht hatte, belegte er in der Tournee-Gesamtwertung Rang drei.
Bei der Skiflug-Weltmeisterschaft 1973 in Oberstdorf erreichte er Rang 39 in der Einzelkonkurrenz. Zur Vierschanzentournee 1973/74 hoffte Botschkow auf eine Wiederholung des Erfolges aus dem Vorjahr. Dabei konnte er jedoch in keinem der Springen auf vordere Ränge springen. Seine beste Platzierung war der 24. Platz in Innsbruck. Die Tournee beendete Botschkow mit 782,4 Punkten auf Rang 38 der Tournee-Gesamtwertung.
Bei der Nordischen Skiweltmeisterschaft 1974 in Falun sprang Botschkow von der Normalschanze auf Platz 18 und auf Platz 31 von der Großschanze.

## Erfolge

### Vierschanzentournee-Platzierungen
| Saison  | Platz | Punkte |
| ------- | ----- | ------ |
| 1972/73 | 03.   | 874,2  |
| 1973/74 | 38.   | 782,4  |